# Estadio Andrés Bedoya Díaz
El Estadio Andrés Bedoya Diaz es un estadio de fútbol ubicado en el Distrito de Ate, Provincia de Lima, Perú, dentro del Complejo Deportivo Residencial Ollantaytambo.